# Osio Sotto
Osio Sotto är en ort och kommun i provinsen Bergamo i regionen Lombardiet i Italien. Kommunen hade 12 555 invånare (2018).